# Pjotr Kapitsa
Pjotr Leonidovitsj Kapitsa (Russisch: Пётр Леонидович Капица) (Kronstadt, 8 juli [O.S. 26 juni] 1894 – Moskou, 8 april 1984) was een innovatieve Sovjet-Russische natuurkundige en Nobelprijswinnaar die op verschillende gebieden belangrijke ontdekkingen deed.

## Biografie
Pjotr Kapitsa werd geboren nabij Sint-Petersburg als zoon van Leonid Petrovitsj Kapitsa en Olga Ierenimova Stebnitskaia. Kapitsa's wetenschappelijke carrière begon in de Abram Joffes sectie van de elektromechanische faculteit van het Polytechnisch Instituut in Sint-Petersburg. In 1918 studeerde hij af als elektrotechnisch ingenieur, maar op aanraden van Joffe deed hij een vervolgstudie natuurkunde.
Eveneens op aanraden van Joffe ging Kapitsa in 1921 naar Cambridge, waar hij meer dan tien jaar samenwerkte met Ernest Rutherford. In 1929 werd hij benoemd tot Fellow van de Royal Society en was de eerste directeur (1930-1934) van het Mond-Laboratorium in Cambridge.
Zoals elk jaar bracht hij in 1934 een familiebezoek aan Rusland. Echter, toen hij wilde terugkeren naar Engeland werd door Sovjet-ambtenaren (in opdracht van Stalin) zijn paspoort ingenomen en kon hij het land niet meer verlaten. Het gevolg was dat hij de rest van zijn carrière noodgedwongen in de Sovjet-Unie moest doorbrengen. Hij werd bewonderd en in zekere mate beschermd door Jozef Stalin, ondanks zijn aanhoudende kritiek op de Sovjetpolitiek.
Tot 1956 mocht hij Sovjet-Unie niet verlaten; in de jaren van 1946 tot 1956 stond hij onder huisarrest als straf voor zijn weigering mee te werken aan het kernwapenprogramma van de Sovjet-Unie.

## Werk

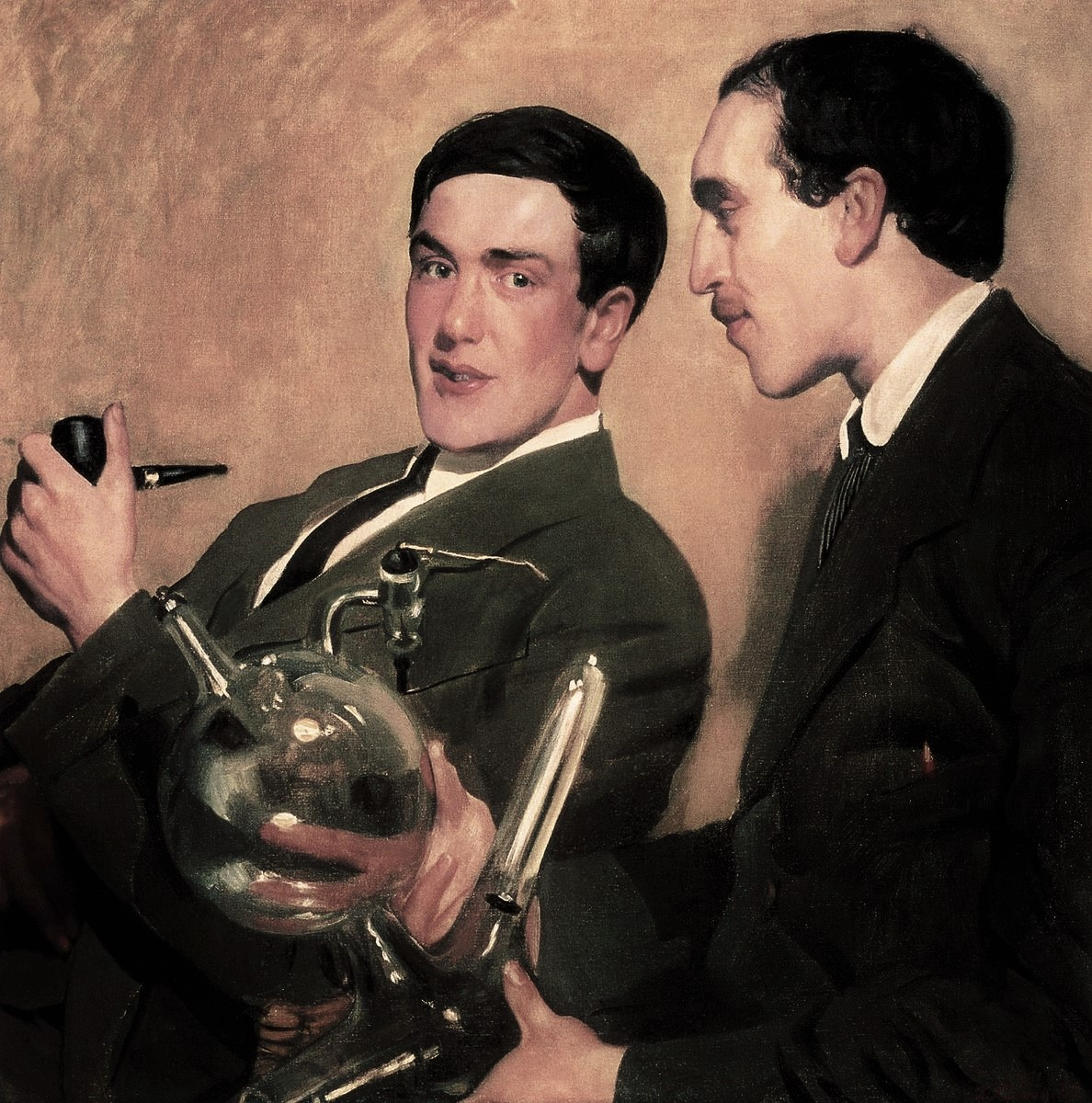
Kapitsa (links) en Nikolaj Semjonov,
portret door Boris Koestodiev (1921)

Bij het Cavendish-laboratorium hield Kapitsa zich in eerste instantie bezig met het ontwerp en de constructie van sterke magneten ten behoeve van het atoomkernonderzoek van Rutherford. In 1923 voerde hij een eerste experiment uit waarbij een nevelkamer in een sterk magnetisch veld was geplaatst waarmee hij de afbuiging van alfadeeltjes observeerde.
In 1924 ontwikkelde hij praktische methoden om zeer sterke magneetvelden te verkrijgen (320 gauss in een volume van 2 cm³) In 1928 ontdekte hij de lineaire afhankelijkheid van weerstand op een magnetisch veld voor verschillende metalen die in sterke magneetvelden waren geplaatst.
In zijn laatste jaren aan Cambridge begon Kapitsa zich te richten op het lage temperatuuronderzoek waarmee hij wereldberoemd werd. Hij begon met een kritische analyse van de methoden die in die tijd werden gebruikt om zeer lage temperaturen te verkrijgen. Hieruit ontwikkelde hij een nieuw en origineel toestel voor het vloeibaar maken van helium, gebaseerd op een adiabatisch proces.
Nadat Kapitsa gedwongen in de Sovjet-Unie moest blijven zette hij zijn cryogene onderzoek voort bij het nieuwe laboratorium voor fysische vraagstukken (thans Kapitsa Instituut), dat in opdracht van Stalin speciaal voor hem was opgericht. De benodigde apparatuur werd door de Sovjet-Unie gekocht van het Mond-laboratorium (met hulp van Rutherford, toen duidelijk werd dat Kapitsa geen toestemming kreeg om terug te keren).
In 1938 ontdekte hij de superfluïditeit van vloeibaar helium. Komt de temperatuur van een vloeistof onder een bepaalde kritische temperatuur (het lambdapunt) dan verdwijnt de viscositeit van die vloeistof. Later bleek dat superfluïditeit op microscopische schaal beschouwd een vorm van bose-einsteincondensaat te zijn – een kwantummechanisch verschijnsel.
Het resultaat van zijn onderzoek werd op 8 januari gepubliceerd in Nature, gelijktijdig met een eenzelfde artikel van Jack Allen – de opvolger van Kapitsa bij het Mond-laboratorium in Cambridge – en diens promovendus Donald Misener. De nauwkeurige metingen van Allen en Misener vormden een bevestiging voor Kaptisa's theorie (die zelf intuïtief en via vage fysica tot de ontdekking van superfluïditeit was gekomen).
Pjotr Kapitsa was ook betrokken bij de oprichting van het Instituut voor Natuurkunde en Techniek van Moskou

## Erkenning
In 1978 won Kapitsa de Nobelprijs voor de Natuurkunde voor werk aan lagetemperatuurfysica dat hij rond 1937 had gedaan. Hij deelde de prijs met Arno Allan Penzias en Robert Woodrow Wilson, die deze prijs voor geheel ongerelateerd werk wonnen. Kapitsa won verder vele nationale en internationale onderscheidingen, waaronder de Faraday Medal (1934), de Benjamin Franklin Medal (1944), Gouden Lomonosov-medaille (1959) en de gouden Kamerlingh Onnes-medaille (1968). Daarnaast verkreeg hij zesmaal de Leninorde (1943, 1944, 1945, 1964, 1971 en 1974) en tweemaal de eretitel Held van de Socialistische Arbeid (1945 en 1974)